# Гребной спорт

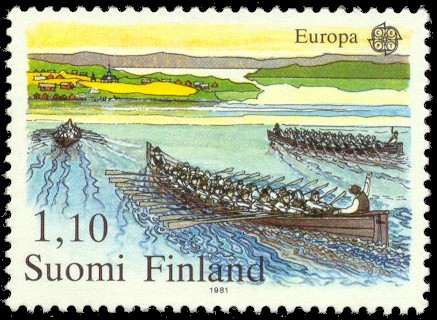
Гребные соревнования
на почтовой марке Финляндии

Гребля — способ перемещения судна по поверхности воды с помощью вёсел, приводимых в движение мускульными усилиями человека.

## Виды гребного спорта
По конструкции гребных судов различаются:
- гребля на судах с уключинами — академическая гребля, а также распространённые в СССР гребля на морских ялах и народная гребля;
- гребля на судах без уключин — гребля на байдарках и каноэ, гребля на драконьих лодках (в Китае, 赛龙舟).

Помимо гонок на реках, озёрах и гребных каналах также существуют:
- гребной слалом на байдарках и каноэ — соревнования по преодолению специально размеченных трасс на бурных и порожистых реках;
- океанская гребля — соревнования или гонки на установление рекордов в океане на различных типах гребных судов.

### Гребной спорт во Всероссийском реестре видов спорта
Всероссийский реестр видов спорта под термином «гребной спорт» подразумевает только греблю на судах с уключинами. Приказом Минспорта России от 13 декабря 2012 года вид спорта «академическая гребля» был переименован в «гребной спорт». На этот момент в него уже входили, помимо академической гребли, также народная гребля (на шлюпках-одиночках и шлюпках-двойках с рулевым) и прибрежная гребля; приказом от 15 марта 2015 года в качестве его новой дисциплины была признана индор-гребля (гребля на эргометрах).
Развитием гребного спорта в России руководит Федерация гребного спорта России (ФГСР).

## История гребного спорта
В XIII веке Венецианские карнавалы включали соревнования по гребле. Первыми известными современными соревнованиями по гребле считаются гонки среди профессиональных лодочников, обслуживавших переправу через Темзу в Лондоне. Первые любительские соревнования по гребле относятся к XVIII веку.
Академическая гребля зародилась в первой половине XIX века в Великобритании; знаменитая ныне гонка Оксфорд — Кембридж впервые была проведена в 1829 году. Позже академическая гребля распространилась в Северной Америке и Европе (в России — в 1860-е годы).
В 1892 году была создана FISA (Международная федерация гребных обществ), с 1893 года стали проводиться чемпионаты Европы, с 1902 года — чемпионаты мира; с 1900 года — в олимпийской программе.
Гребля на байдарках и каноэ зародилась в середине XIX века в Европе (сначала — на байдарках, позже — и на каноэ).
В 1924 году была создана ICF (Международная федерация каноэ), с 1938 года стали проводиться чемпионаты мира, с 1957 года — чемпионаты Европы; с 1936 года — в олимпийской программе.
В СССР также развивались:
- Народная гребля — в 1928—1952 годах проводились чемпионаты СССР по гребле на байдарках и народных судах; с 1953 года — только чемпионаты республик. В программу чемпионатов СССР входили: 1928 (Всесоюзная спартакиада) — гребля на полугичках, челнах и ялах; с 1934 года — гребля на шлюпках, в 1951—1952 годах также гребля на ялах[5].
- Гребля на морских ялах — в качестве прикладного вида спорта (с 1930-х годов); с 1966 года проводились чемпионаты СССР.

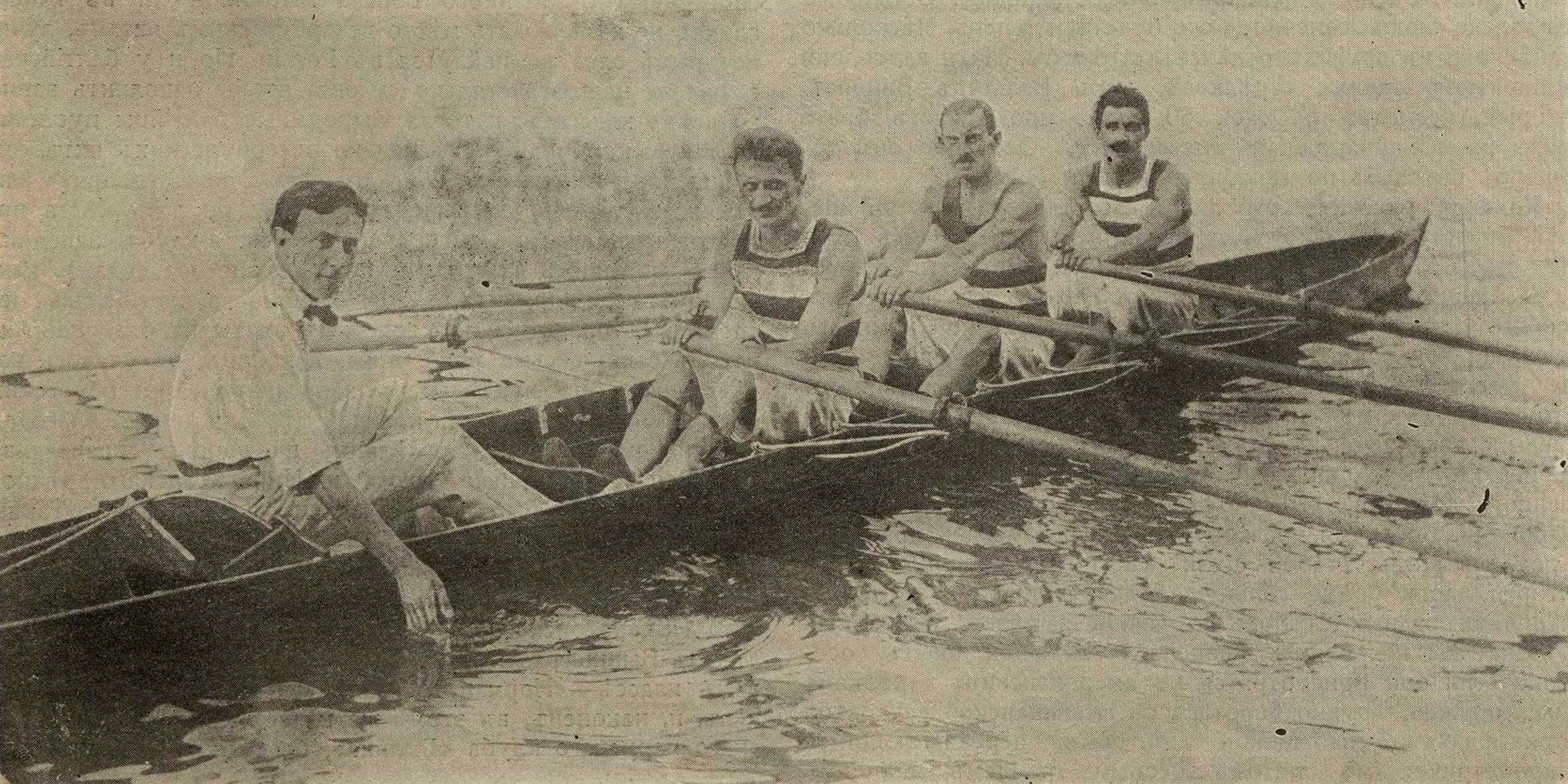
В начале XX века проводились соревнования и на лодках-тройках
(фото С.И. Манухина, 1912 год, журнал Русский спорт)